# Talang Taling
Talang Taling is een bestuurslaag in het regentschap Muara Enim van de provincie Zuid-Sumatra, Indonesië. Talang Taling telt 3845 inwoners (volkstelling 2010).